# Le billet de faveur
Le billet de faveur è un cortometraggio del 1906 diretto da Georges Hatot.

## Trama
Un giovane marito, ottiene un biglietto omaggio per il teatro e così decide di portare tutta la sua famiglia per lo spettacolo. Appena comincia lo spettacolo, gli attori vengono applauditi vigorosamente ma in teatro il caldo comincia a farsi sentire e a tal punto tutta la famiglia si toglie i vestiti per mettersi più comodi. Ad un certo punto però i loro vestiti scompaiono e alla fine dello spettacolo interviene la polizia che, porta la famiglia alla stazione rimandandolo a casa con i mantelli della polizia.